# Hipódromo de Maroñas

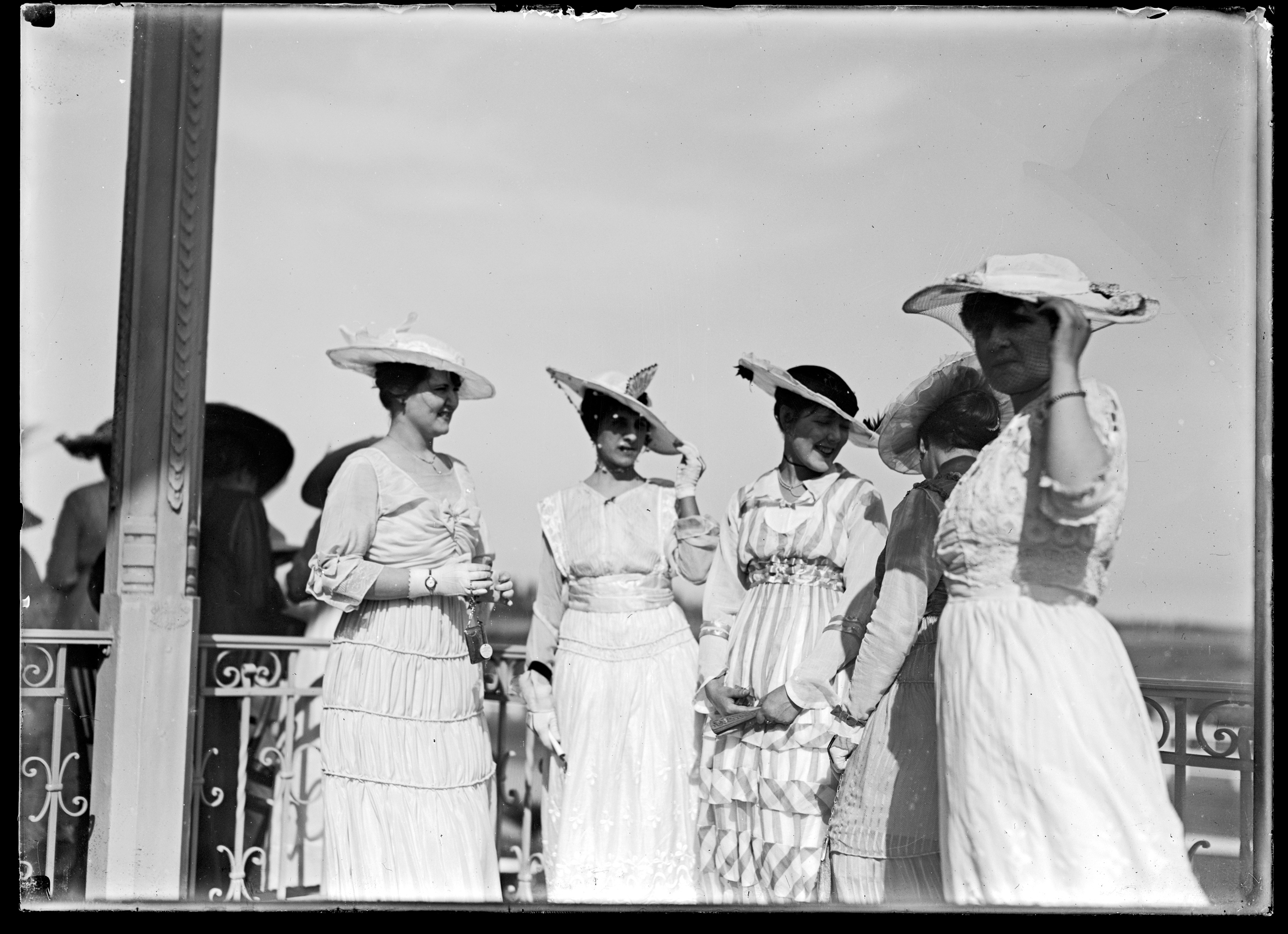
Público del Hipódromo de Maroñas en un evento en 1916.

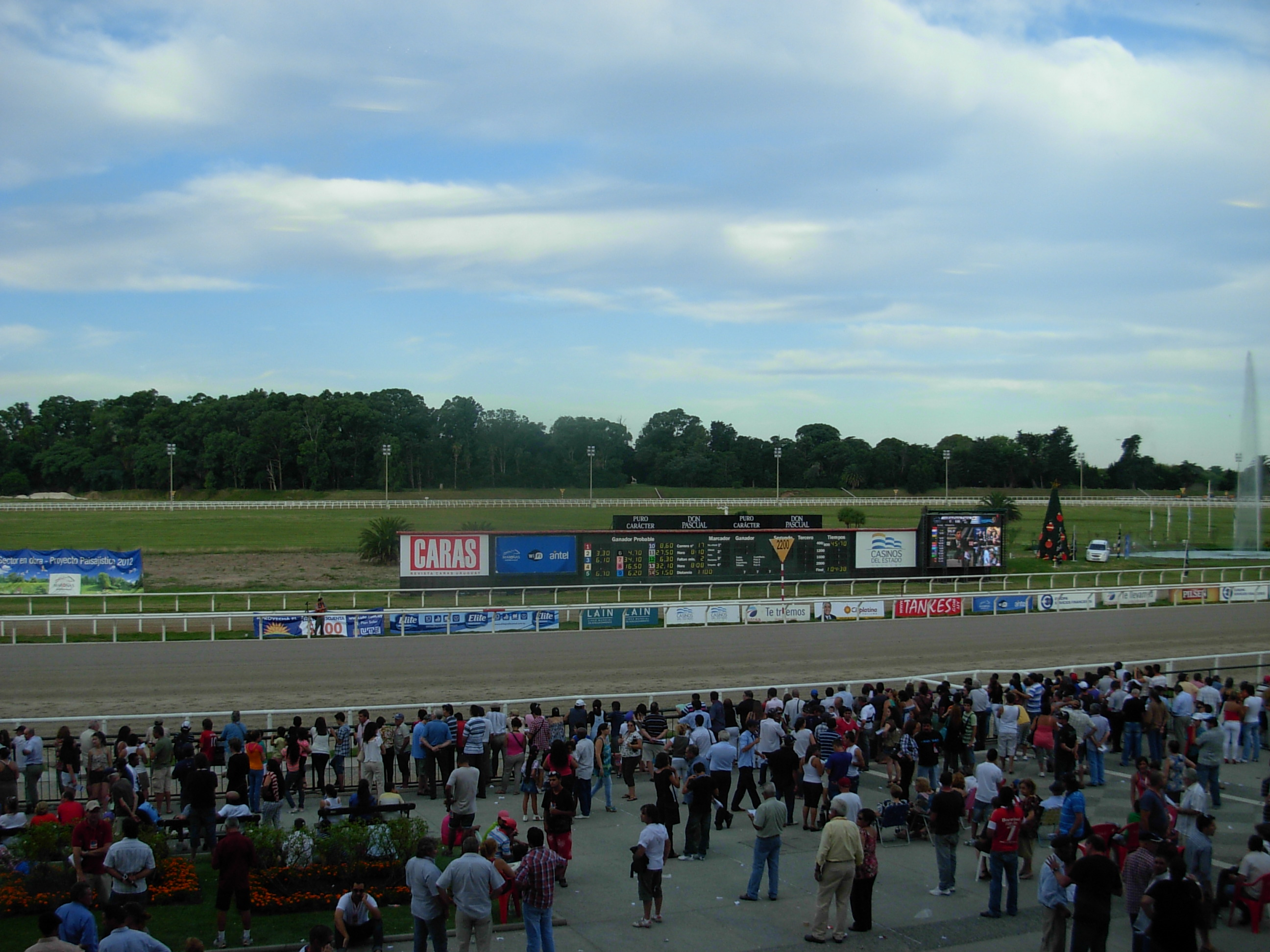
Vista este del Hipódromo de Maroñas en Montevideo, Uruguay durante el encuentro del Gran Premio José Pedro Ramírez 2013

El Hipódromo Nacional de Maroñas es el principal hipódromo de Uruguay. Se encuentra ubicado en la ciudad de Montevideo, en el barrio Jardines del Hipódromo. 

## Características
Cuenta con una pista principal de 2.065 metros por 24 metros de ancho y una pista auxiliar de 2.000 metros. Tiene una capacidad para 2.426 personas sentadas y alrededor de 15.000 de pie. Posee además, un estacionamiento con capacidad para 697 automóviles.

## Historia
El hipódromo fue inaugurado oficialmente el 3 de febrero de 1889 por el Jockey Club de Montevideo. Ese día se realizó la primera reunión oficial a cargo del Jockey Club. El primer Palco de Socios del hipódromo, hecho de tablones y chapa, fue trasladado desde el antiguo lugar donde se corrían carreras de caballos a la inglesa, desde un lugar conocido como Azotea de Lima, paraje ubicado en la zona de Piedras Blancas.
La pista original tenía una extensión de 1750 metros y, en sus primeros años, la organización de las carreras corría por parte de comisiones de propietarios y aficionados, hasta que el 14 de agosto de 1877 el gobierno del país dictó el primer Reglamento de Carreras. 
La primera renovación del hipódromo vino de la mano de José Pedro Ramírez, quien asumió la presidencia de la Comisión de Organización de las Carreras Nacionales en 1887 y se convirtió en uno de los propietarios del Hipódromo junto a Gonzalo Ramírez, y Juan y Alejandro Victorica. Al año siguiente se fundó el Jockey Club de Montevideo, ocupando Ramírez la vicepresidencia, y el antiguo palco fue sustituido por una nueva construcción a cargo del arquitecto italiano Ángel Battaglia. Poco después, el hipódromo sería adquirido por el Jockey Club de Montevideo, quien organizó su primera reunión hípica el 3 de febrero de 1889.
El diseño original de los jardines ornamentales fue del paisajista francés Carlos Racine.
En 1910 se inaugura un nuevo palco de socios, obra del arquitecto Jacobo Vázquez Varela, el cual fue remodelado 10 años más tarde por los arquitectos Fernando Capurro y Emilio Rodie. Años más se construyeron la tribuna Folle Ylla (1938) y el Local Tribuna (1945), ambas por el arquitecto Román Fresnedo Siri.
Luego de la quiebra del Jockey Club, el Hipódromo de Maroñas cerró el 14 de diciembre de 1997. Permaneció cerrado por más de 5 años, pasó a manos del Estado, y luego fue adjudicado a la empresa Hípica Rioplatense, que lo remodeló y puso a punto, iniciando su actividad oficial de carreras el 29 de junio de 2003. En esa ocasión el hipódromo estuvo colmado de público, con una asistencia de más de 10 000 personas.
Maroñas ha albergado cuatro ediciones del Gran Premio Latinoamericano en 1981, 2006, 2018 y 2021.

## Carreras destacadas
Maroñas tiene 25 carreras en el Libro Azul IFHA 2018, incluyendo tres carreras Grupo 1 y cuatro carreras Grupo 2:
| Carrera                          | Grupo   | Fecha          | Distancia | Superficie | Sexo | Edad         | Premios ($ 000) |
| -------------------------------- | ------- | -------------- | --------- | ---------- | ---- | ------------ | --------------- |
| Gran Premio José Pedro Ramírez   | Grupo 1 | 6 de enero     | 2400      | Arena      |      | 3 y más años | 4.172           |
| Gran Premio Ciudad de Montevideo | Grupo 1 | 6 de enero     | 2000      | Arena      | F    | 3 y más años | 1.460           |
| Gran Premio Latinoamericano      | Grupo 1 | 11 de marzo    | 2000      | Arena      |      | 3 y más años | 14.500          |
| Gran Premio General Artigas      | Grupo 2 | 11 de marzo    | 2400      | Arena      |      | 3 y más años | 3.465           |
| Gran Premio Criterium            | Grupo 2 | 24 de junio    | 1400      | Arena      | F    | 2 años       | 1.084           |
| Gran Premio Estímulo             | Grupo 2 | 1 de diciembre | 2000      | Arena      | F    | 3 y más años | 1.001           |
| Gran Premio Comparación          | Grupo 2 | 1 de diciembre | 2400      | Arena      |      | 3 y más años | 1.126           |

El principal clásico del hipódromo es el Gran Premio José Pedro Ramírez que se disputa desde el 1° de enero de 1889. En un principio se corrió con el nombre de Gran Premio Internacional, el cual se mantuvo hasta 1914, adoptando su actual denominación un año más tarde. Actualmente se corre todos los 6 de enero en el feriado de Reyes. Es la jornada más importante de la agenda del Hipódromo, ya que se realizan también otros premios de alto nivel: Gran Premio Maroñas (Grupo 2 Uruguay, 1000 metros), Gran Premio Ciudad de Montevideo (Grupo 1 Internacional, 2000 metros) y Gran Premio Pedro Piñeyrúa (Grupo 1 Uruguay, 1600 metros).
La Triple Corona, para productos de 3 años, la conforman cuatro carreras Grupo 1 Uruguay: el Gran Premio Polla de Potrillos y Gran Premio Polla de Potrancas (septiembre, 1600 metros), el Gran Premio Jockey Club (septiembre, 2000 metros), y el Gran Premio Nacional (noviembre, 2500 metros). Esta última carrera se corre desde el año 1888.

## Días de carrera
Generalmente se corre los viernes, sábados y domingos.